# Airão Santa Maria, Airão São João e Vermil
Airão Santa Maria, Airão Sâo Joâo e Vermil (oficialment: Unió de les Freguesies d'Airão Santa Maria, Airão Sâo Joan e Vermil) és una freguesia portuguesa del municipi de Guimarães amb 7,48 km² d'àrea i 3.214 habitants (al cens de 2021). La seua densitat de població és de 429,7 hab/km².

## Història
Es va constituir al 2013, durant una reforma administrativa nacional, per l'agregació de les antigues freguesies de Santa Maria de Airão, Sâo Joâo Baptista de Airão i Vermil i en té la seu a Santa Maria de Airão.

## Demografia
| Freguesia actual | Freguesia actual                           | Freguesia actual | Freguesia actual | Freguesies antigues        | Freguesies antigues  | Freguesies antigues | Freguesies antigues |
|                  | Freguesia                                  | Població(2011)   | Àrea(km²)        |                            | Freguesia            | Població(2011)      | Àrea(km²)           |
| ---------------- | ------------------------------------------ | ---------------- | ---------------- | -------------------------- | -------------------- | ------------------- | ------------------- |
|                  | Airão Santa Maria, Airão São João e Vermil | 3 657            | 7,48             |                            | Santa Maria de Airão | 1 686               | 2,16                |
|                  | Airão Santa Maria, Airão São João e Vermil | 3 657            | 7,48             | São João Baptista de Airão | 827                  | 2,82                |                     |
|                  | Airão Santa Maria, Airão São João e Vermil | 3 657            | 7,48             | Vermil                     | 1 144                | 2,21                |                     |